# Masaryktown
Masaryktown és una concentració de població designada pel cens dels Estats Units a l'estat de Florida. Segons el cens del 2000 tenia 920 habitants.

## Demografia
Segons el cens del 2000, Masaryktown tenia 920 habitants, 379 habitatges, i 264 famílies. La densitat de població era de 335,1 habitants/km².
Dels 379 habitatges en un 29% hi vivien nens de menys de 18 anys, en un 52,5% hi vivien parelles casades, en un 12,1% dones solteres, i en un 30,3% no eren unitats familiars. En el 24,3% dels habitatges hi vivien persones soles el 13,2% de les quals corresponia a persones de 65 anys o més que vivien soles. El nombre mitjà de persones vivint en cada habitatge era de 2,42 i el nombre mitjà de persones que vivien en cada família era de 2,86.
Per edats la població es repartia de la següent manera: un 23% tenia menys de 18 anys, un 7,3% entre 18 i 24, un 26,3% entre 25 i 44, un 23,4% de 45 a 60 i un 20% 65 anys o més.
L'edat mediana era de 42 anys. Per cada 100 dones de 18 o més anys hi havia 92,9 homes.
La renda mediana per habitatge era de 35.524 $ i la renda mediana per família de 37.585 $. Els homes tenien una renda mediana de 30.446 $ mentre que les dones 24.000 $. La renda per capita de la població era de 17.686 $. Entorn del 13,3% de les famílies i el 13,8% de la població estaven per davall del llindar de pobresa.

## Poblacions més properes
El següent diagrama mostra les poblacions més properes.